# Новонорвешки језик
Нинорск (ISO 639-3: nno; у пријеводу новонорвешки) по једној класификацији један од некадашњих пет западноскандинавских језика,  сјеверногерманске скупине који у писму користи око 10—20% становништва Норвешке. Један је од два члана норвешког макројезика. Настао је средином 19. стољећа на темељу старијих дијалеката а његовом стварању доприњео је Ивар Андреас Аасен, аутор значајних дјела попут Det norske folkesprog grammatik или „Граматика норвешких дијалеката” (1848; Grammar of the Norwegian Dialects) и Ordbog over det norske folkesprog или „Рјечник норвешких дијалеката” (1850; Dictionary of the Norwegian Dialects). Назив нинорск прихваћен је 1929. а до тада је називан ландсмол (национални језик).
Разлике између букмола и нинорска нису превелике. Први се ослања на већ дуго кориштени правопис преузет из данског језика (а самим тиме не представља вјеродостојну преслику норвешког начина изговора), док нинорск покушава истакнути разлике између данског и норвешког. Упркос томе, букмол и даље преовладава у писаном језику, док у говору, већина Норвежана говори дијалектима (који су чешће ближи нинорску него букмолу), чак и у службеним ситуацијама.

## Види
- бергенск
- букмол
- хøгнорск
- иннландсмол
- ландсмол, аллмогеспрок, бyгдемол, диалект
- фолкмол
- норднорск
- норск
- øстнорск
- риксмол
- самнорск
- стасјонсспрок
- трøндерск
- вестнорск